# Hermine Schröder
Hermine Wüst  (gift Schröder), född 12 februari 1911 i Ludwigshafen am Rhein förbundsland Rheinland-Pfalz; död 9 augusti 1978 i Ludwigshafen am Rhein; var en tysk friidrottare med kastgrenar som huvudgren. Schröder var en pionjär inom damidrott. Hon blev guldmedaljör vid EM i friidrott 1938 (det första EM där damtävlingar var tillåtna även om herrtävlingen hölls separat).

## Biografi
Hermine Schröder föddes 1911 i Ludwigshafen am Rhein i västra Tyskland. Efter att hon börjat med friidrott tävlade hon i kulstötning och diskuskastning. Hon gick med i idrottsföreningen "TV Mundenheim 1883 e.V" (grundad 1883) i stadsdelen Mundenheim. Hon tävlade för klubben under hela sin aktiva tid.
1931 deltog hon i sitt första tyska mästerskap, då tog hon silverplats i kulstötning (efter Grete Heublein) vid tävlingar 1–2 augusti i Magdeburg. Senare gifte hon sig.
1932 tog hon sin första tyska mästartitel (nu före Heublein) i kulstötning vid tävlingar 2–3 juli i Berlin. 1933 försvarade hon titeln (före Heublein och Gisela Mauermayer) vid tävlingar 19–20 augusti i Weimar. 1934, 1937, 1938 och 1939 blev hon silvermästare varje gång efter Mauermayer.
Åren 1932–1933 låg hon först på topp 10 listan över världens kulstötare. Hon toppade listan även åren 1937–1939 och låg på topp 7 listan åren 1941–1942.
1938 deltog hon vid EM 17 september–18 september på Praterstadion i Wien, under tävlingarna tog hon guldmedalj i kulstötning med 13,29 meter åter före Mauermayer. Hon blev därmed första officiella Europamästare i kulstötning.
Senare drog Schröder sig tillbaka från tävlingslivet och hon dog 1978 i Ludwigshafen am Rhein.